# اچ‌ام‌سی‌اس چالور (ام‌سی‌بی ۱۴۴)
اچ‌ام‌سی‌اس چالور (ام‌سی‌بی ۱۴۴) (به انگلیسی: HMCS Chaleur (MCB 144)) یک کشتی است که طول آن ۱۵۲ فوت (۴۶ متر) می‌باشد. این کشتی در سال ۱۹۵۲ ساخته شد.